# Hormigueros
Hormigueros és un municipi de Puerto Rico situat al sud-oest de l'illa, també conegut amb els noms de El Pueblo de Nuestra Señora de la Monserrate, El Pueblo del Milagro, Los Peregrinos i Corazón del Oeste. Confina al nord amb el municipi de Mayagüez, al sud amb Cabo Rojo i San Germán; a l'est amb San Germán; i por l'oest Cabo Rojo. Forma part de l'Àrea metropolitana de Mayagüez.
La fundació d'Hormigueros està relacionada amb la construcció d'una ermita dedicada a la mare de Déu de la Monserrate (c. 1630). Està dividit en 6 barris: Benavente, Guanajibo, Hormigueros, Hormigueros Pueblo, Jagüitas i Lavadero.